# گمینا میشکوویتسه
گمینا میشکوویتسه (به لهستانی:  Gmina Mieszkowice) یک گمینا در لهستان است که در شهرستان گرفینو واقع شده‌است. گمینا میشکوویتسه ۲۳۸٫۶۷ کیلومتر مربع مساحت و ۷٬۴۵۷ نفر جمعیت دارد.